# Senhora Aparecida
Senhora Aparecida é uma vila portuguesa pertencente à freguesia de Torno, no Município de Lousada, Distrito do Porto.
A povoação Senhora Aparecida foi elevada à categoria de vila em 12 de Junho de 2009.
O nome deste lugar coincide com a designação mais comum dada à freguesia, não só pelos residentes, mas também por forasteiros. A sua área ultrapassa muito as fronteiras do Torno, fundindo-se também com as freguesias vizinhas, em especial Vilar do Torno e Alentém. No entanto, as freguesias Aião e Travanca encontram nela muito da sua identidade. 
A origem do seu nome provém da Nossa Senhora Aparecida.